# Мара бар Серапион
Мара бар Серапион — сирийский писатель I—II веков, от которого дошёл единственный текст «Письмо к сыну».
Большинство исследователей датируют письмо промежутком между 73 годом н. э. и концом I века н. э., что, вероятно, делает этот текст самым ранним произведением сирийской литературы. Также текст письма Мары интересен тем, что, возможно, содержит самое раннее из нехристианских упоминаний об Иисусе Христе.

## Биография
О самом Маре нет никаких сведений, кроме тех, что он приводит в письме к сыну, которого так же как и отца Мары, звали Серапион. Родным городом Мары был город Самосата (совр. Самсат, Турция), он был состоятельным, образованным и уважаемым гражданином. Из письма ясно, что он был взят в плен и изгнан из Самосаты, многие исследователи высказывали точку зрения, что это произошло после завоевания Коммагенского царства, чьей столицей была Самосата, императором Веспасианом в 72 году н. э. Текст письма также свидетельствует, что его автор принадлежал к школе стоиков. Не вызывает сомнений, что Мара бар Серапион не был ни христианином, ни иудеем, он прямо говорит о «наших богах». Развёрнутые доказательства того, что Мара был язычником, приводили такие крупные исследователи как Себастьян Брок и Герд Тайсен.

## Письмо
Текст письма представляет собой моральное поучение к сыну, отмеченное сильным влиянием стоической философии. Мара восхваляет мудрость как единственный достойный предмет стремлений человека и единственное содержание его жизни, и в связи с этим ссылается на ряд мудрецов, среди которых упоминает некоего «иудейского мудрого царя», под которым, скорее всего, имеется в виду Иисус Христос:
Так что доброго стяжали афиняне, убив Сократа, возмездие за коего получили они в гладе и моровой язве? Или сыны Самоса, сжегши Пифагора? Ибо земля их в одночасье сокрыта была песком. Или иудеи, казнив Мудрого Царя своего? Ибо царство их с того времени отнялось у них… иудеи же, покинутые и прогнанные из царства своего, разсеяны по всякой стране. Сократ безсмертен через Платона; Пифагор же — через кумир Геры; а Царь Мудрый — через законы, им данные.
Мара, будучи язычником, видит Иисуса не с точки зрения христианского богословия, а одним из великих мудрецов, наряду с Сократом и Пифагором, который прославился данными им законами. Однако из текста письма видно, что он знаком с христианской проповедью, в частности, с интерпретацией гибели Иерусалима в Иудейской войне, как кары за смерть Христа.